# Scotiaplattan

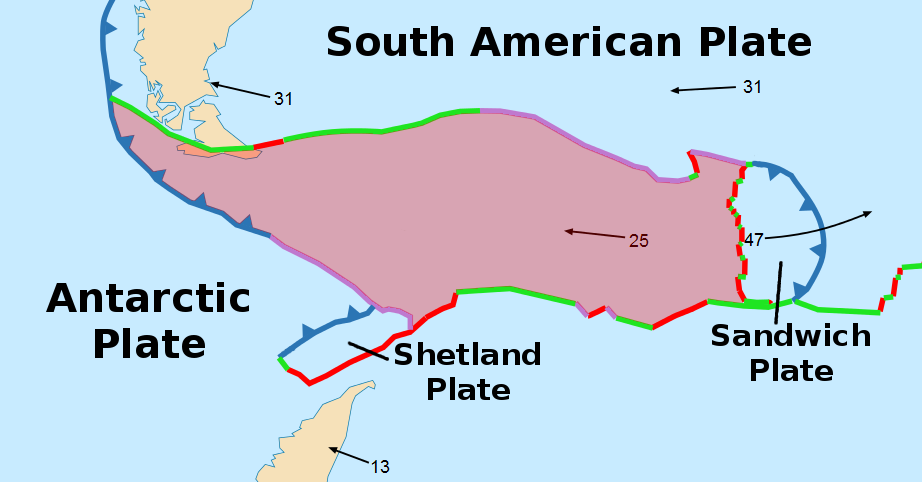
Scotiaplattan

Scotiaplattan är en liten litosfärplatta med huvudsakligen oceanisk jordskorpa, belägen i Sydvästatlanten, vid Scotiahavet, mellan den sydamerikanska och den antarktiska kontinentalplattan. Vid dess östra sida gränsar den till den ännu mindre Sydsandwichplattan.
Scotiaplattan började bildas för omkring 40 miljoner år sedan, i samband med den pågående separationen mellan den sydamerikanska och antarktiska plattan. Det fanns då fortfarande landförbindelse mellan Sydamerikas sydspets och Antarktiska halvön, men efter hand kom detta landområde att spridas ut och ge plats för allt bredare och djupare vatten över Scotiaplattan, och för ungefär 30–34 miljoner år sedan, i början av oligocen, hade det etablerats en djup havspassage, Drakes sund.